# 比方說，這是個出身魔王關附近的少年在新手村生活的故事
《比方說，這是個出身魔王關附近的少年在新手村生活的故事》（簡稱），是所著的日本輕小說系列，由擔綱插畫。2017年2月起由SB Creative旗下的GA文庫發行，共15卷。第8屆GA文庫大獎優秀獎得獎作品。
2017年9月於《GANGAN ONLINE》連載由臥待始繪畫的改編漫畫。另有外傳漫畫《出身魔王關附近的少年在新手村的食堂打工》連載於月刊少年GANGAN。改編電視動畫於2021年1月4日至3月22日播映，由LIDENFILMS製作。
截至2021年1月，系列累積銷售量超過200萬本。

## 故事
位於邊境村莊崑崙村（コンロン村），少年羅伊德因為憧憬故事中的軍人而希望到王都參軍，村民因為羅伊德是村中最弱不放心而強烈反對，最後在村長許可下寄住在弟子魔女瑪麗家中，為入學考試做準備。

## 角色列表
羅伊德·貝多那（聲：花守由美里）
本作主角。自小住在崑崙村，為了參軍的夢想而前往皇都。村中最弱的青年，雖然被村民評價為「砍柴砍不好，捕魚也捕不好」，但他的實力其實超出常人很多。擅長家務，最擅長風系魔法，來皇都後一直照顧著瑪麗的起居。由於村中最弱而感到自卑，經常因誤會錯判狀況。因為只會寫盧恩文字所以導致考試失利，能力超出考官理解而考試失敗後，原本打算在學生食堂工作賺取生活費為來年作準備。魔王阿巴頓事件後經亞蘭推薦成為士官學校學生。
瑪麗/瑪麗亞·亞扎米（聲：茅野愛衣）
住在皇都的魔女。於東區開設雜貨鋪，以幫助居民來收集各種情報。受艾卡所託收留羅伊德。曾在艾卡手下學習古代魔法，其真實身份是亞扎米王國的公主瑪麗亞·亞扎米。擁有常人稱為天才的強大魔力，因為意識到國王被操控而離開。生活自理非常糟糕，每餐吃罐頭吃膩就到鄰家混吃，廚房堆空瓶藥渣等雜物，導致羅伊德完全不相信她是公主。羅伊德來皇都後一直照顧其起居。在羅伊德入讀士官學校後利用權力阻礙其入住宿舍，使羅伊德繼續居住雜貨鋪。
艾卡（聲：日岡夏美）
崑崙村村長，遠古的英雄之一，外表看上去年紀大約12歲將黑髮綁成雙馬尾的女孩子。喜歡羅伊德，經常透過水晶球使用轉移魔法來見羅伊德和對瑪麗下詛咒。實際年齡超過100歲，自稱「因為拯救了世界，所以變成長生不老的體質」。但其實力量來源是最終地下城與兀多拉，只要兀多拉被封印或死亡，就無法從地下城中獲取力量，變得跟九歲幼兒無異。
兀多拉
崑崙村的守護獸，是看著羅伊德長大的一條大蛇，負責守護崑崙村的封印並維持艾卡的力量，因為被艾卡被尤古慫恿要用它的皮做圍裙，於是用王者之劍挖了一個洞，兀多拉因此離開去亞札米王國附近的地下城療傷中，後來也因為這個傷口導致被蒼捏碎核心消滅本體，但因為有部分身體被製成賽蓮的皮帶，所以暫時附身在上面免於一死。被帶回村子後被尤古假借恢復本體之名施計封印在蟲卵中，後來在競技場中因為受不了賽蓮的碎碎唸攻擊而自行破除封印回到賽蓮身邊。
賽蓮·赫姆哈恩（聲：朝日奈丸佳）
地方貴族。年幼時誤碰父親收藏品而受到皮帶詛咒，臉上綁著皮帶。為解除詛咒不斷修行，最後被叫作「皮帶公主」。跟羅伊德偶遇後對對方產生好感，當詛咒被解除認定羅伊德為自己的「命定之人」，經常妄想自己和羅伊德的美好將來。為接近羅伊德不擇手段，被警察以「跟蹤狂預備軍」列入軍人黑名單。皮帶原本是聖獸兀多拉的皮，它會為穿戴者擋下所有惡意的攻擊，所以當艾卡試圖對賽蓮下詛咒的時候常常被皮帶打斷。在與費蘿·希農的對戰中，因為費蘿的攻擊不帶有惡意所以無法自動防禦，在賽蓮對皮帶說出要把它拿去綁雜誌後，使得自己可以隨意操縱皮帶攻擊及防禦。本身是不諳世事的大小姐，曾試沒煮過直接吞生米。
莉荷·弗拉敏（聲：津田美波）
左手是義肢的傭兵。自幼在孤兒院長大，並與蘿露相識，左手的秘銀製鎧甲義肢也是蘿露給予的，但後來發現蘿露只是想利用秘銀的力量增幅，並以生命作為代價拔出聖劍，所以後來就逃跑了。後來被蘿露捏造了許多罪名並發布通緝；視財如命，以抵銷犯罪紀錄為代價來到皇都參軍。一開始就注意到羅伊德的實力，最初打算利用羅伊德賺錢。因自身過去經歷，相當警戒羅伊德的好意，甚至認為對方有特殊癖好，後來對其產生好感。經常吐槽賽蓮和羅伊德的沒常識。在與六條學園的交流戰中擊敗違規參賽的蘿露。
亞蘭·托伊·里德凱因（聲：山下誠一郎）
勇武見稱的地方貴族，擅長使用斧頭。為人極其自負，最初經常對賽蓮指指點點，其實是為了掩飾自己害怕怪物。在皇都怪物入侵時曾因害怕而縮在一角，被路過的羅伊德鼓勵後奮勇作戰，因表現優異獲得獎賞，推薦羅伊德進入士官學校。在地下城因為羅伊德一行人的戰鬥崩毀的時候被誤以為是亞蘭的功勞，被國王授予「屠龍者」的稱號(即便根本沒屠龍)因為背負的功勞過多而使自己倍感壓力。
亞扎米國王（聲：石原凡）
亞扎米王國的國王，瑪麗的父親。一直遭「蝗蟲魔王」阿巴頓操控，因為真人外形比皇都銅像胖太多所以羅伊德沒認出，療養後消瘦下來反而跟銅像更接近。解除控制後相當後悔這段時間的行為，在蒼一行人襲擊大競技場脅迫結盟時，毅然決然的拒絕了要求。
科林·斯特羅澤（聲：M·A·O）
王國軍女性軍官，兼任士官學校的魔法教官。有著跟年齡不符的活潑性格。曾就讀六條王國魔法學園。暗戀梅爾托瓦，可惜對象跟木頭一樣不解風情。
梅爾托瓦·德基斯特羅（聲：日野聰）
王國軍上校，兼任士官學校的魔法教官。口頭禪是「這全是為了這個國家的和平」。受到蒼的操控將「蝗蟲魔王」阿巴頓的蟲卵交給國王，導致國王被附身，並且是操控國王、暗殺公主及企圖與賈武王國發生戰爭的幕後黑手，實為受蝗蟲魔王阿巴頓操控的傀儡。事件結束後被流放至崑崙村工作贖罪，並愛上了務農，誓言要把農務推廣到全世界，在競技場決戰中前來幫忙，使用古神器「阿達瑪斯之鐮」及「天命的書版」，雖然實力已達到和崑崙村居民的相同的水平，但仍然不敵身為崑崙村人的翔馬，在羅伊德與巨型哥雷姆的戰鬥中重挫時向前擋下哥雷姆的襲擊，並鼓舞了羅伊德，使其擊敗哥雷姆。在決戰後恢復了軍人的身分。
克羅姆·莫布登（聲：武虎）
前王家近衛兵長，也曾是瑪麗公主的近侍，在瑪麗失蹤後以未盡職責之名引退，在士官學生食堂擔任負責人，並雇用了落榜的羅伊德，同時也在找尋瑪麗的下落；在蝗蟲魔王阿巴頓事件後恢復軍人身分，並在士官學校擔任講師。
柯帕•拉敏
旅館老闆，前近衛兵長，是克羅姆的舊識，在連假期間僱用了羅伊德，在昏睡事件發生後，一直在暗中調查可疑人物，在桔梗被識破身分後，曾一度懷疑是桔梗或史雷奧寧是幕後黑手。
桔梗
旅館打掃人員，其實是史雷奧寧雇用來調查昏睡事件的臥底，曾一度懷疑羅伊德過人的能力是被樹精附身所導致，在茶裡放了解藥要給羅伊德時被柯帕發現，而被識破身分，後來懷疑幕後黑手是柯帕或史雷奧寧，後來在探查途中被米諾基發現，羅伊德即時出現解除了危機；在魔王被消滅後被史雷奧寧讓渡給了柯帕。
史雷奧寧•托伊•里德凱因
亞蘭的爸爸，在成為地方貴族前從事林業，在聽聞昏睡事件後發現「魔王之笛」樹苗被盜，懷疑是柯帕為了旅館的生意違法繁殖樹精，同時懷疑賽蓮的父親因為買賣木材賺了一筆錢與這有關，所以僱用了桔梗到旅館臥底，並故意讓亞蘭跟賽蓮相親。
米諾基
史雷奧寧的秘書，因為對史雷奧寧的頤指氣使心懷怨懟，因此跟翔馬合作，讓魔王之笛的樹苗寄生在自己身上，讓自己變成「樹木魔王」厄爾金，並私下培養樹精，引發昏睡事件對里德凱因家族復仇，最後被羅伊德擊敗。
蘿露·卡希菲
六條魔法學園校長，科林在就讀士官學校時的同學，因為被操縱的關係，個性扭曲成為求勝利不擇手段的人。在搶奪聖劍的時候因為費蘿搞錯對象不小心綁架到艾卡的水晶球，後面因為說艾卡是小個子被轟飛，後被亞蘭救起，在爭奪聖劍失敗被蒼消除合作時的記憶，性格也逐漸回復正常。
梅娜·希農（聲：戶松遙）
傭兵「希農姊妹」的姐姐，之前就讀六條魔法學園，擅長水魔法。小個子眯眼女生，因為討厭蘿露利用了妹妹所以在聖劍爭奪戰中干擾了蘿露取得聖劍，在聖劍爭奪戰後被亞札米王國僱用。真正身份是六條王國的第一公主。
費蘿·希農（聲：伊藤美来）
傭兵「希農姊妹」的妹妹，之前就讀六條魔法學園，擅長格鬥，但沒什麼腦筋，鬼神皮里多流傳人，能用體術讓羅伊德骨折。金髮馬尾的高個子女生，在聖劍爭奪戰中輸給了羅伊德，也因此愛上了他，在結束後進入亞札米王國士官學校就讀，成為羅伊德的同年生。真正身份是六條王國的第二公主。曾因為自己苦練的武術在崑崙村被當成健康操而大受打擊。自從接受了皮里多本人的「基礎」訓練後，實力大幅提升，甚至能將羅伊德踢飛至後山。
蒼
最終大魔王，表面上是賈武國的君主，其真身是被艾卡結合了「英雄」「人類」「不死」等各種要素召喚出來的盧恩文字人，在世界還是一片混沌時作為領導並拯救人們的希望之光。原本在任務結束後就應該消失，但是因為所作所為被不完全的流傳下來，成為了「英雄」而無法消失，隨著時間的流逝，漸漸的也失去了自己的型態，變成了「給人的印象會因為觀看者而變化的不安定存在」。為了能讓自己徹底消失，蒼決定要擺脫「英雄」的身分，成為一個萬惡根源。為此與翔馬及尤古合作，釋放「蝗蟲」及「樹木」魔王、解除「最終地下城」裡「無盡的牢獄」裡的封印讓魔王們降世以及殺死召喚出自己的艾卡；最後由被塑造成「英雄」的羅伊德消滅掉自己。
米可娜•佐爾
士官學校二年級首席，喜歡瑪麗，瞧不起羅伊德，在與六條魔法學園的交流練習賽中強行代替羅伊德與費蘿比賽，結果因為使用火魔法，被費蘿的水魔法秒殺。在發現瑪麗對羅伊德的心意後傷心失落之際被翔馬利用，使其吞下「蝗蟲魔王」阿巴頓的血液跟樹精的藥產生異變，埋伏在地下城綁架了瑪麗，並與前來執行討伐任務的羅伊德戰鬥，隨後被擊敗扔出地下城；其後再次與蒼一行人襲擊了競技場，被莉荷施計用瑪麗的內褲(其實是自己的)使其失去戰意，最後被費蘿擊敗，在戰後恢復原狀。
翔馬（聲：齊藤壯馬）
崑崙村居民，口頭禪是「真是熱血呢」，第一位離開崑崙村的村民，對羅伊德來說宛若大哥的存在，在外以商人身份旅行，厭惡世上的一切，但卻被羅伊德的純真吸引，所以跟蒼合作，調查艾卡不老不死的原因，並讓世界陷入險境，為羅伊德準備最好的舞台，目前仍然與蒼及尤古同行。
尤古（聲：三瓶由布子）
矮人國王，遠古的英雄之一，與艾卡是熟識，外表似艾卡同齡的小孩，嘴裡常含著棒棒糖，但實際年齡比艾卡大。因為看不慣已經陷入和平氛圍的艾卡，於是決定與蒼及翔馬合作，先是欺騙了眾人將兀拉多封印，將艾卡和羅伊得困在崑崙村後還破壞了入口，最後在競技場釋放了蝗蟲怪物，並召喚了巨型哥雷姆，但終究以失敗告終，並被蒼及翔馬一同救走。
皮里多
崑崙村村民，羅伊德的爺爺，只需兩天就能從崑崙村徒步跑到皇都（羅伊德需要六天的時間）。鬼神皮里多流派創始者，發明名為「皮里多流神拳」的「健康操」。曾因為稱自己的武術是「健康操」而令費蘿大受打擊。

## 出版書籍

### 小說
| 卷數 | GA文庫（SB Creative） | GA文庫（SB Creative）                                   | 東立出版社    | 東立出版社                          |
| 卷數 | 發售日期              | ISBN                                                    | 發售日期      | EAN / ISBN                          |
| ---- | --------------------- | ------------------------------------------------------- | ------------- | ----------------------------------- |
| 1    | 2017年2月15日         | ISBN 978-4-7973-9029-2                                  | 2018年7月20日 | EAN 471-094-555-578-2（首刷限定版） |
| 2    | 2017年6月15日         | ISBN 978-4-7973-9266-1                                  | 2020年8月13日 | ISBN 978-957-264-881-0              |
| 3    | 2017年9月15日         | ISBN 978-4-7973-9385-9                                  |               |                                     |
| 4    | 2018年2月15日         | ISBN 978-4-7973-9553-2                                  |               |                                     |
| 5    | 2018年7月14日         | ISBN 978-4-7973-9752-9                                  |               |                                     |
| 6    | 2019年1月15日         | ISBN 978-4-7973-9933-2                                  |               |                                     |
| 7    | 2019年7月12日         | ISBN 978-4-8156-0016-7                                  |               |                                     |
| 8    | 2019年11月14日        | ISBN 978-4-8156-0468-4                                  |               |                                     |
| 9    | 2020年4月14日         | ISBN 978-4-8156-0510-0 ISBN 978-4-8156-0509-4（特裝版） |               |                                     |
| 10   | 2020年9月11日         | ISBN 978-4-8156-0777-7                                  |               |                                     |
| 11   | 2021年1月14日         | ISBN 978-4-8156-0924-5                                  |               |                                     |
| 12   | 2021年3月12日         | ISBN 978-4-8156-0960-3                                  |               |                                     |
| 13   | 2021年9月14日         | ISBN 978-4-8156-0990-0                                  |               |                                     |
| 14   | 2022年3月12日         | ISBN 978-4-8156-1244-3                                  |               |                                     |
| 15   | 2022年7月16日         | ISBN 978-4-8156-1245-0                                  |               |                                     |

### 漫畫
| 卷數 | 史克威尔艾尼克斯 | 史克威尔艾尼克斯       | 東立出版社    | 東立出版社             |
| 卷數 | 發售日期         | ISBN                   | 發售日期      | ISBN                   |
| ---- | ---------------- | ---------------------- | ------------- | ---------------------- |
| 1    | 2018年2月13日    | ISBN 978-4-7575-5620-1 | 2019年10月7日 | ISBN 978-957-26-2775-4 |
| 2    | 2018年7月12日    | ISBN 978-4-7575-5778-9 | 2020年9月3日  | ISBN 978-957-26-2776-1 |
| 3    | 2019年2月2日     | ISBN 978-4-7575-6002-4 | 2021年4月19日 | ISBN 978-957-26-2777-8 |
| 4    | 2019年9月12日    | ISBN 978-4-7575-6290-5 |               |                        |
| 5    | 2020年4月11日    | ISBN 978-4-7575-6554-8 |               |                        |
| 6    | 2020年9月12日    | ISBN 978-4-7575-6842-6 |               |                        |
| 7    | 2020年12月11日   | ISBN 978-4-7575-7003-0 |               |                        |
| 8    | 2021年3月12日    | ISBN 978-4-7575-7152-5 |               |                        |
| 9    | 2021年9月10日    | ISBN 978-4-7575-7471-7 |               |                        |
| 10   | 2022年4月12日    | ISBN 978-4-7575-7880-7 |               |                        |

## 電視動畫
改編電視動畫原定2020年10月播映，其後延至2021年1月播映。

### 製作團隊
- 原作：サトウとシオ
- 角色原作：和狸ナオ
- 導演： migmi
- 系列構成：赤尾凸
- 角色設計：飯野まこと
- 美術監督：三宅昌和
- 色彩設計：相田美里
- 摄影監督：高津純平
- 編集：榎田美咲
- 音響監督：明田川仁
- 音樂：未知瑠（日语：未知瑠）
- 動畫製作：LIDENFILMS
- 製作：最終迷宮製作委員会（NBC环球娱乐、SB Creative、GREE、JR东日本企划、BS11、飒美、AT-X、TAPIOKA）

### 主題曲
片頭曲

作詞：KOTOKO，作曲：折戶伸治，編曲：高瀨一矢，主唱：山崎遙
片尾曲
「I’mpossible？」
作詞：Soflan Daichi，作曲、編曲：園田健太郎，主唱：Luce Twinkle Wink☆

### 各話列表
| 話數 | 日文標題 | 中文標題                                                                              | 劇本     | 分鏡     | 演出            | 作畫監督 | 總作畫監督 | 改編原作小說 | 首播日期      |
| ---- | -------- | ------------------------------------------------------------------------------------- | -------- | -------- | --------------- | --- | ---------- | ------------ | ------------- |
| 1    |          | 比方說，這是個出身魔王關附近的 少年在新手村生活的故事                                 | 赤尾凸   | migmi    | 徐惠真          | 和田佳純、佐藤愛架、阿部安佳里 嶋田聰史、宇良今日子、西道拓哉 | 不適用     | 第一卷       | 2021年 1月4日 |
| 2    |          | 比方說，就是百獸之王睡在 動物園的可愛動物區的跑錯棚感                                 | 赤尾凸   | 室谷靖   | 室谷靖          | 古谷梨繪、兒玉健二、嶋田聰史、黑鳥劍 阿部安佳里、佐藤愛架、和田佳純、鈴木彩子 鎌田均、奧野倫史、古林杏子、伊藤大翼 內藤伊之介、岡田正和、鵜池一馬、古賀五十六 山村俊了、門智昭、富田林、西道拓哉 Son gil young、Oh yang hyun Kim dae jung、Park mi hyun | 不適用     | 第一卷       | 1月11日       |
| 3    |          | 比方說，這是對方表示 「我什麼都願意做」雖然感覺 還不壞但當下必須回絕的困境            | 赤尾凸   |          | 板庇迪          | 池田志乃、佐野陽子、鈴木彩子、門原菜子 嶋田聰史、黑鳥劍、鳥山冬美 | 不適用     | 第一卷       | 1月18日       |
| 4    |          | 比方說，這是小說的主角 將故事帶往圓滿結局般的早晨                                     | 赤尾凸   | 青柳隆平 | 板庇迪 藤井康晶 | 黑鳥劍、池田志乃、阿部弘樹、阿部安佳里 石山寬、高橋英宣、佐藤愛架、門原菜子 南伸一郎、鎌田均、西道拓哉 | 奧野倫史   | 第一卷       | 1月25日       |
| 5    |          | 比方說，這是將雜誌上號稱無往不利的 搭訕台詞信而為真般的大膽邀請方式                   | 冨田賴子 | 青柳隆平 | 山﨑立士        | 阿部安佳里、佐藤愛架、太田宣貴、鎌田均 鈴木彩子、星野真澄、西道拓哉、UEC CO.Ltd | 奧野倫史   | 第二卷       | 2月1日        |
| 6    |          | 比方說，這是覺得一定會贏的人獲勝了 覺得一定會輸的人也獲勝了的交流比賽的開始           | 冨田賴子 | 松園公   | 三宅綱太郎      | 吉田伊久雄、嶋田聰史、石山寬 加野晃、佐藤元、南伸一郎 Son gil young、Oh yang hyun Kim dae jung、Park mi hyun UEC CO.Ltd | 吉田伊久雄 | 第二卷       | 2月8日        |
| 7    |          | 比方說，這是種雖然也不是沒有不安 但能善後的人也只有自己的預感                         | 佐藤裕   | 井出安軌 | 徐惠真          | Kim Eun-sun、Song Jin-hee Hong Yu-mi | 吉田伊久雄 |              | 2月15日       |
| 8    |          | 比方說，這是就算只是假扮的戀人關係 有時也可能不小心真的愛上對方! 的狀況               | 佐藤裕   | 室谷靖   | 室谷靖          | 和田佳純、嶋田聰史、佐野陽子、加野晃 古谷繪梨、兒玉健兒、KIM YONG-SIK | 吉田伊久雄 |              | 2月22日       |
| 9    |          | 比方說，這是前往序盤的地下城 卻有三個最終頭目坐鎮般地展開                             | 冨田賴子 | 青柳隆平 | 藤井康晶        | 後藤麻梨子、池田志乃、 佐野陽子、鈴木彩子、WONWOO | 吉田伊久雄 |              | 3月1日        |
| 10   |          | 比方說，就像是以「要來場兩天一夜的夢幻島之旅」的感覺歸鄉 再次回到不可能的傳說中的村子 | 冨田賴子 | 山崎立士 | 山崎立士        | 嶋田聰史、和田佳純 Hwang Il-jin、Song Jin-hee Seo Soon-young、Kim Bo-gyeong Lee Min-bae、Kim Min-sun Kim Yo-Seon | 吉田伊久雄 |              | 3月8日        |
| 11   |          | 比方說，這是電影進入中盤 壞人即將呼之欲出般的劇情高潮前                               | 佐藤裕   | 横山和基 | 横山和基        | 佐藤元、、、佐野陽子 Lim.S.G、Kim.J.W、Seo.J.H | 奧野倫史   |              | 3月15日       |
| 12   |          | 比方說，這是個出身魔王關附近的少年 在新手村生活就會發生的發展                         | 赤尾凸   | migmi    | migmi           | 池田志乃、黑鳥劍、阿部弘樹、門原菜子 阿部安佳里、佐藤愛架、柑原豆真、吉田伊久雄 佐野陽子、中山和子、高橋英宣 嶋田聰史、西道拓哉 | 奧野倫史   |              | 3月22日       |

### 藍光
| 卷數 | 發售日期      | 收錄話數       | 規格編號  |
| ---- | ------------- | -------------- | --------- |
| 1    | 2021年3月26日 | 第1話－第3話   | GNXA-2311 |
| 2    | 2021年4月28日 | 第4話－第6話   | GNXA-2312 |
| 3    | 2021年5月28日 | 第7話－第9話   | GNXA-2313 |
| 4    | 2021年6月30日 | 第10話－第12話 | GNXA-2314 |

### 播放平台
日本深夜動畫：下文記載的日本国内播放時間使用日本標準時間（UTC+9）表示。因為部分時間标识會採用30小时制，因此請留意这类超过24:00的时间，其實際播放時間為翌日清晨。
| 播放地區 | 播放電視台     | 播放日期              | 播放時間（UTC+9）         | 所屬聯播網 | 備註   |
| -------- | -------------- | --------------------- | ------------------------- | ---------- | ------ |
| 日本全國 | AT-X           | 2021年1月4日－3月22日 | 星期一 22時00分－22時30分 | 衛星電視   | 有重播 |
| 日本全國 | 日本BS放送     | 2021年1月4日－3月22日 | 星期一 23時00分－23時30分 | 衛星電視   |        |
| 日本全國 | AbemaTV        | 2021年1月4日－3月22日 | 星期一 23時00分－23時30分 | 網絡電視   |        |
| 東京都   | 東京都會電視台 | 2021年1月4日－3月22日 | 星期一 23時00分－23時30分 | 日本新聞網 |        |
| 兵庫縣   | SUN電視台      | 2021年1月4日－3月22日 | 星期一 23時30分－24時00分 | 日本新聞網 |        |

| 播放地區                         | 播放電視台                 | 播放日期              | 播放時間（UTC+8）                                      | 所屬聯播網 | 字幕語言       | 備註                     |
| -------------------------------- | -------------------------- | --------------------- | ------------------------------------------------------ | ---------- | -------------- | ------------------------ |
| 臺灣                             | i-Fun動漫台                | 2021年1月10日－       | 星期日 23時30分 - 24時00分 2月7日為11時30分 - 12時00分 | 網路電視   | 繁體中文       | 中華電信MOD內 有重播時段 |
| 臺灣                             | 巴哈姆特動畫瘋             | 2021年1月4日－3月22日 | 星期一 22時30分                                        | 網路電視   | 繁體中文       | [ 41 ]                   |
| 臺灣                             | bilibili                   | 2021年1月4日－3月22日 | 星期一 22時30分                                        | 網路電視   | 隱藏字幕       | [ 42 ]                   |
| 中國大陸                         | AcFun                      | 2021年1月4日－3月22日 | 星期一 22時30分                                        | 網路電視   | 簡體中文       |                          |
| 中國大陸                         | bilibili                   | 2021年1月4日－3月22日 | 星期一 22時30分                                        | 網路電視   | 簡體中文       |                          |
| 中國大陸                         | 腾讯视频                   | 2021年1月4日－3月22日 | 星期一 22時30分                                        | 網路電視   | 簡體中文       | [ 44 ]                   |
| 香港、澳門                       | 木棉花香港YouTube頻道      | 2021年1月4日－3月22日 | 星期一 22時30分                                        | 網路電視   | 繁體中文       | [ 45 ]                   |
| 香港、澳門                       | bilibili                   | 2021年1月4日－3月22日 | 星期一 22時30分                                        | 網路電視   | 隱藏字幕       | [ 42 ]                   |
| 東盟、印度、孟加拉、尼泊爾、不丹 | Muse Asia YouTube頻道      | 2021年1月4日－3月22日 | 星期一 22時30分                                        | 網路電視   | 簡體中文、英文 | [ 46 ]                   |
| 越南                             | Muse Việt Nam YouTube頻道  | 2021年1月4日－3月22日 | 星期一 22時30分                                        | 網路電視   | 越南文         | [ 47 ]                   |
| 泰國                             | Muse Thailand YouTube頻道  | 2021年1月4日－3月22日 | 星期一 22時30分                                        | 網路電視   | 泰文           | [ 48 ]                   |
| 印度尼西亞                       | Muse Indonesia YouTube頻道 | 2021年1月4日－3月22日 | 星期一 22時30分                                        | 網路電視   | 印尼文         | [ 49 ]                   |

## 外部連結
- GA文庫特設網站（日語）
- 漫畫官方網站（日語）
- 電視動畫官方網站（日語）
- 電視動畫的X（前Twitter）（日語）
- 東立出版社官方網站（繁體中文）
- 外傳漫畫官方網站（日語）